# カリプソニアン
カリプソニアン (calypsonian) とは、カリプソの伝統的な旋律と押韻を研究した、音楽家・即興詩人である。カリプソニアンは、基本的には時事問題を引き出し、それに対する批評や皮肉をもって、カリプソの歌詞を構成する。その対象がどんなものでも、即興で歌うことができるのが最上のカリプソニアンと言える。
1950年代以来、トリニダードでたびたび行われるセッションでは、即興の歌詞で自分たちを賛美し、相手をこき下ろすという形式のショーを行うのが伝統である（これをカリプソ・ウォーと呼ぶ）。この形式は、ヒップホップやダンスホール・レゲエのショーの中に波及している。
伝統的にカリプソニアンの芸名が強そうで派手なのは、相手に名前負けしないため、と言われている。
なお、以上のカリプソニアンの特色にあてはまらない、例えばハリー・ベラフォンテは、カリプソニアンとは呼ばず、単に「カリプソ歌手」と呼び、区別する。

## 主なカリプソニアン
- ロード・キチナー (Lord Kitchener)
- アッティラ・ザ・フン (Attila the Hun)
- ロアリング・ライオン (Roaring Lion)
- ロード・インベーダー (Lord Invader)
- マイティ・スパロウ (Mighty Sparrow)